# S/S Vestris
S/S Vestris var ett ångfartyg byggt 1912 och som förliste den 12 november 1928. Fartyget ägdes av Lamport & Holt och användes på linjen mellan New York och Río de la Plata. Hon är mest ihågkommen på grund av förlisningen omkring 320 kilometer från Hampton Roads, Virginia. Uppskattningar om antalet omkomna varierar mellan 110 and 127. Förlisningen blev en huvudnyhet i många tidningar. Time magazine och New York Times rapporterade exempelvis att av 128 passagerare och 198 besättningsmän var det 111 som förlorade livet. Katastrofen och påföljande undersökningar kom att påverka den andra internationella havssäkerhetskonventionen, International Convention for the Safety of Life at Sea, (SOLAS), 1929.